# ديوان الحماسة

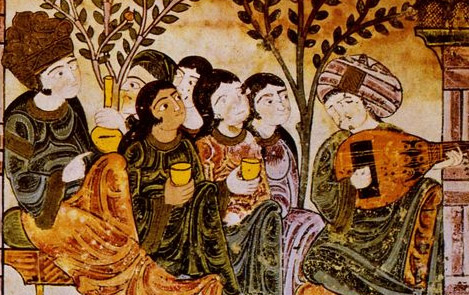

ديوان الحماسة، مجموع من الشعر الرائع، اختاره الشاعر أبو تمام حبيب بن أوس الطائي، المتوفَّىٰ سنة 231 هـ. ويشتمل الكتاب على فهارس:
- فهرس أعلام شعراء الحماسة.
- فهرس قوافي ديوان الحماسة.
- فهرس أعلام الشعراء الواردة في شرح ديوان الحماسة.
- فهرس أنصاف الأبيات مرتبة على ترتيب بحور الشعر.
- فهرس أعلام غير الشعراء الذين ورد لهم ذكر في شرح ديوان الحماسة للتبريزي.